# 内津峠パーキングエリア

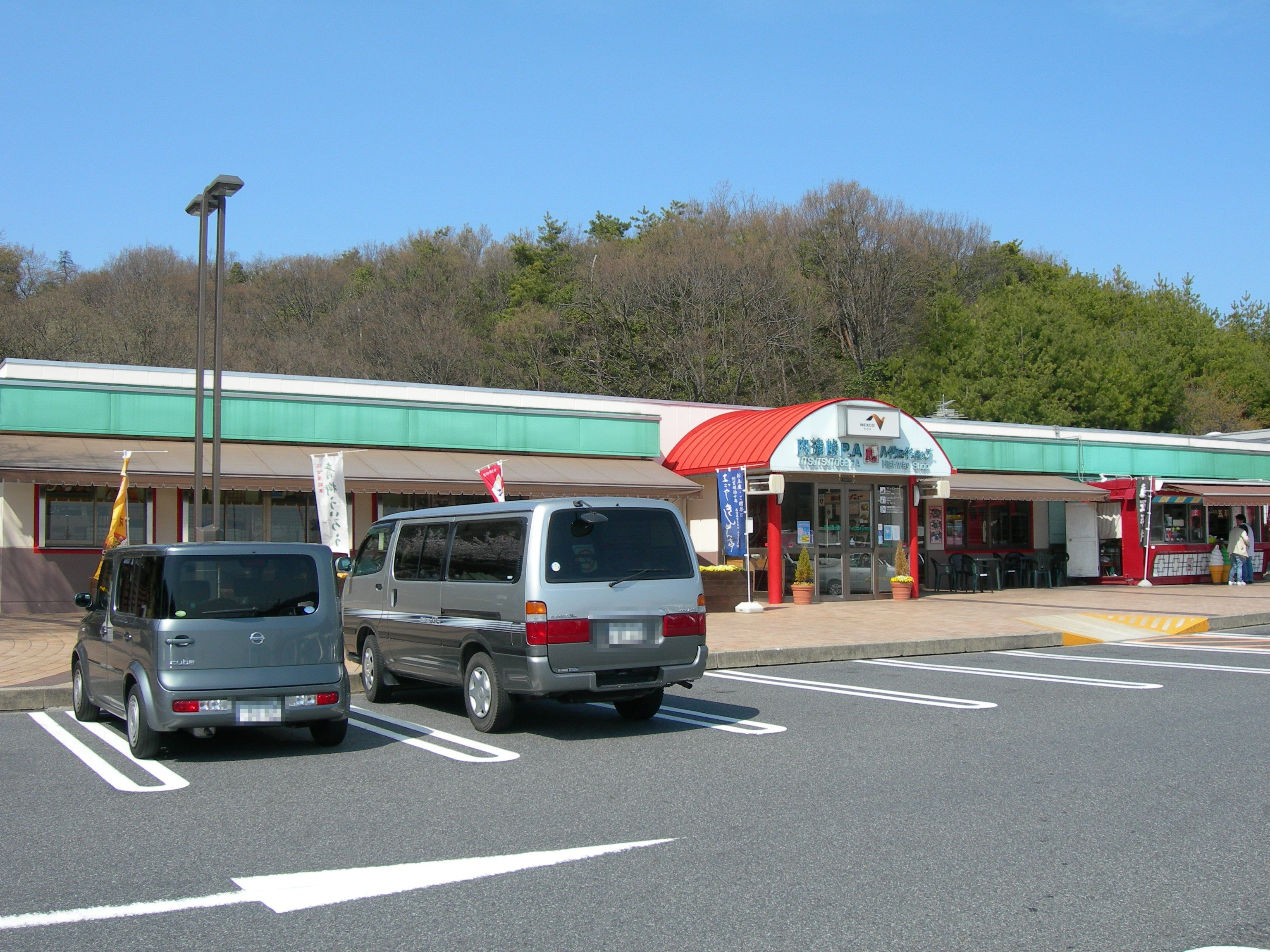
上り線

内津峠パーキングエリア（うつつとうげパーキングエリア）は、愛知県春日井市の中央自動車道上にあるパーキングエリア。
かつて、飯田・長野方面のパーキングエリアには、スナック・ショッピングなどの施設が無く、トイレのみであった。

## 道路
- E19 中央自動車道

## 施設

### 上り線（飯田・長野方面）
- 駐車場
  - 大型54台
  - 小型66台
- トイレ
  - 男性　大6（和式1・洋式5）・小14
  - 女性　23（和式2・洋式21）
    - 同伴の男児用　3
    - 子供トイレ　6（洋式6）

  - 車椅子用　1
- スナック（7:00-21:00）
- ショッピング（7:00-21:00）
- 自動販売機
- 給電スタンド（24時間）

### 下り線（名古屋・京都方面）
- 駐車場
  - 大型39台
  - 小型71台
- トイレ
  - 男性　大7（和式2・洋式5）・小16
  - 女性　25（和式6・洋式19）
    - 子供トイレ　1（洋式1）

  - 車椅子用　1
- ガソリンスタンド（出光興産（(株)西日本宇佐美）、24時間）
  - 以前は出光リテール販売が運営していた。
  - 以前はキグナス石油であった。
- 給電スタンド（24時間）
- スナック（7:30-20:30）
- ショッピング（7:30-20:30）
- 自動販売機

一部売店ではEdyが使用可能。

## かつての施設

### 下り線（小牧・名古屋方面）
- すき家 2008年（平成20年）2月9日より営業開始、2013年（平成25年）1月15日をもって閉店。

## 隣
E19 中央自動車道
(31)多治見IC/BS - 内津峠PA - (32)小牧東IC